# مقبرة 60 (وادي الملكات)
مقبرة رقم 60 هي مقبرة نبت تاوي  في وادي الملكات بمصر، التي كانت إبنة رمسيس الثاني وزوجته. ذكر مقبرتها شامبليون،ووليبسيوس، ثم قام بالتنقيب عنها إرنستو سكياباريلي (مدير المتحف المصري بتورينو).

## المقبرة

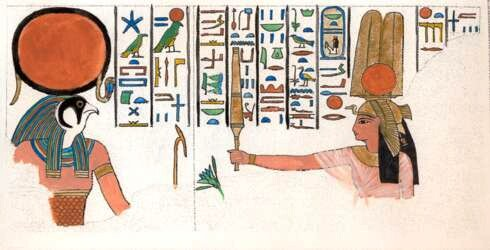
الملكة نبت تاوي تكرّس قربان العبت أو القربان الوافر برفع يدها بصولجان العبا أمام الإله رع حور أختي. (مشهد من مقبرتها)

أُنشِأت المقبرة في الأسرة التاسعة عشر خلال عهد رمسيس الثاني، وأُعيد استخدامها خلال العصر القبطي (حتى القرن الثامن)، حيث تحولت إلى مصلى كنيسي.
على الجدار الأيسر للغرفة الأولى، تم تصوير 41 قاضيًا، كل منهم يحمل ريشة على رأسه. وتظهر نبت تاوي وهي تقدم تمثال ماعت لشخصية جالسة تعلو غطاء رأسها ريشتان. في الغرفة الثانية تظهر نبت تاوي أمام حورس وهنا لديها ألقاب أكثر تفصيلا: "أوزوريس، ابنة الملك، الزوجة الملكية العظيمة، سيدة الأرضين، سيدة مصر العليا والسفلى".
في أحد المشاهد ترتدي نبت تاوي غطاء رأس خاصًا إلى حد ما: تاج نسر، فوقه موديوس يعلوه عددًا من الزهور. غطاء الرأس هذا محدد فقط للملكة نبت تاوي والملكة إيزيس (مقبرة 51 - عهد رمسيس الثالث - رمسيس الرابع) والملكة تيتي (مقبرة 52 - الأسرة العشرين). نسخة سابقة من هذا التاج كانت ترتديها الأميرة الملكة سات آمون، ابنة وزوجة أمنحتب الثالث.